# Ateyaba
Pour les articles homonymes, voir Joke.
Ateyaba, anciennement Joke, de son vrai nom Gilles Ateyaba Koffi Soler, né le 27 octobre 1989 à Narbonne dans l'Aude, est un rappeur français originaire de Montpellier.
Après la sortie de l'EP Kyoto, le 26 novembre 2012, et un concert complet à La Maroquinerie de Paris en décembre, il est considéré en 2012 comme étant un talent prometteur du rap français. En janvier 2015, il publie un EP gratuit intitulé DeLorean Music. Enfin le 27 mars 2017, à l'occasion de la Air Max Day pour la Air Vapor Max, il sort un extrait de son futur album Ultraviolet nommé Vision en collaboration avec Nike. Il annonce initialement cet album pour novembre 2017, avant de reporter sa sortie à de multiples reprises. Ultraviolet n’est toujours pas disponible aujourd’hui.

## Biographie
Né d'une mère togolaise et d'un père espagnol, Gilles Ateyaba est né à Narbonne, puis s'installe avec sa mère à Montpellier. Il écoute dès son plus jeune âge du rap par esprit de contradiction et est influencé par le Secteur Ä et 2001 de Dr. Dre.
Adolescent, il commence à publier des titres sur Myspace. C'est là que Teki Latex (groupe TTC) le repère. Il lui propose d’intégrer Stunts (division rap du label Institubes) et le fait venir à Paris pour enregistrer quelques morceaux. Son premier street album Prêt pour l’argent sort dès août 2009. Il décide ensuite de quitter Institubes.
Sans maison de disque, Joke décide en 2011 d'offrir au public l'EP Prêt pour l'argent 1.5. Le label Golden Eye Music vient alors le chercher : « Je vois bien que les anciens, du fait que je sois chez Golden Eye, ils écoutent mes trucs et les valident pour de vrai ! ». C'est après la sortie du titre Mtp Anthem (hymne à sa ville, Montpellier) extrait de la compilation We Made IT V.1 (18 juin 2012, Golden Eye Music) qui sera l’élément déclencheur de sa notoriété dans le paysage rap français.

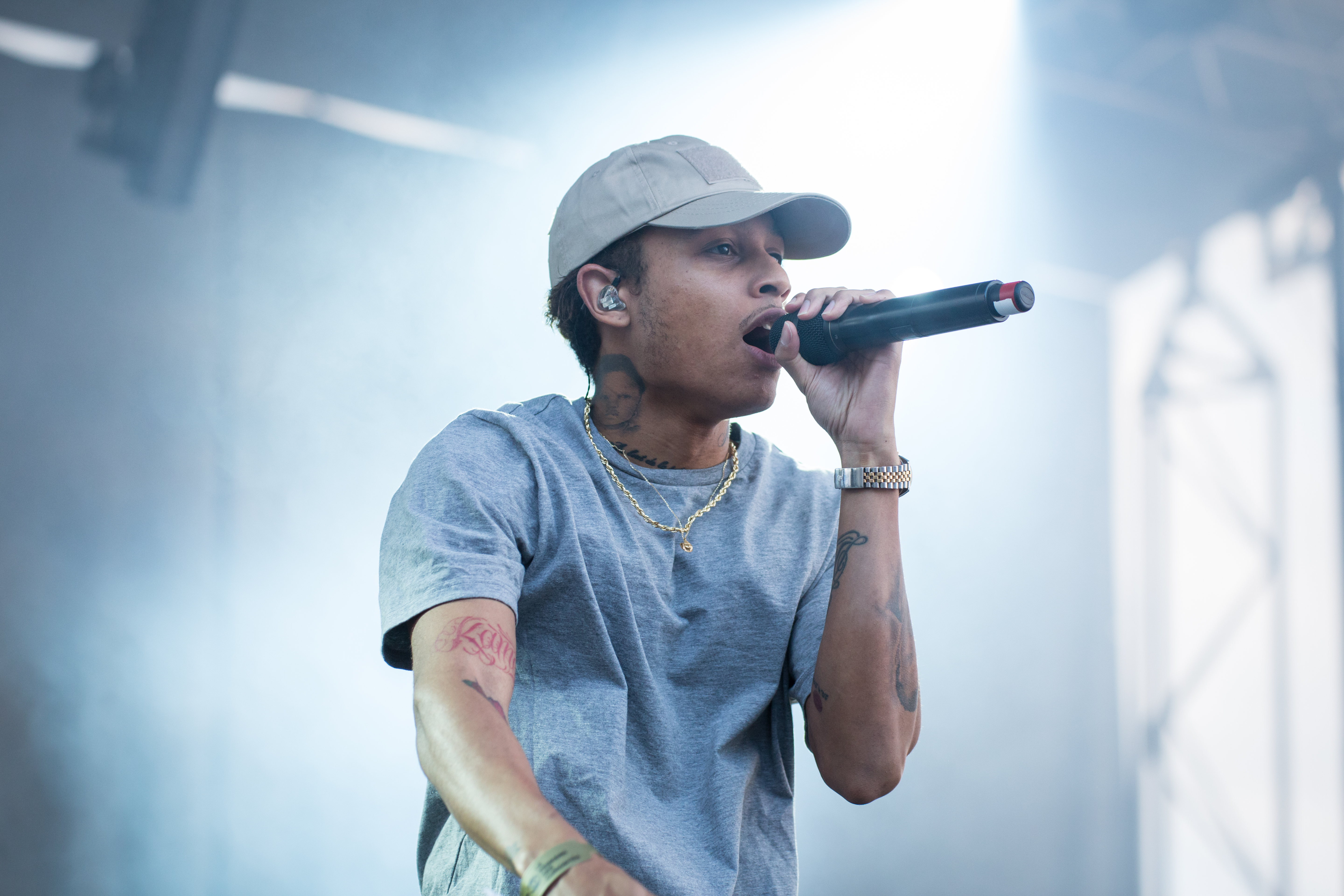
Joke en concert lors du festival Le WeekEnd des Curiosités 2015.

Après la sortie de l'EP Kyoto, le 26 novembre 2012, et un concert complet à La Maroquinerie de Paris en décembre, il est considéré en 2012 comme étant un talent prometteur du rap français ce qui lui permettra d’être repéré et signé par Def Jam France (Universal Music). Son deuxième EP Tokyo sortira par contre toujours en indépendant avec Golden Eye Music.
Son style élégant et nonchalant, bien qu'usant de termes crus, fait dire aux Inrockuptibles qu'il est « en avance sur le rap français ». Son premier album dont le nom est dévoilé à la fin du clip de Harajuku se nomme Ateyaba et est publié le 2 juin 2014.
Le 14 Juillet 2023, sort son deuxième album studio intitulé La Vie en Violet.

## Discographie

### Albums studios
| Titre            | Détails de l'album | Meilleure position | Meilleure position | Meilleure position | Meilleure position | Ventes | Certifications      |
| Titre            | Détails de l'album | FRA                | WAL                | FLA                | SUI                | Ventes | Certifications      |
| ---------------- | --- | ------------------ | ------------------ | ------------------ | ------------------ | ------ | ------------------- |
| Ateyaba          | - Sortie : 2 juin 2014 - Label : Golden Eye Music, Def Jam France, Universal - Format : CD, vinyle, téléchargement digital | 5                  | 31                 | —                  | —                  | 50 000 | Or[réf. nécessaire] |
| La vie en Violet | - Sortie : 14 juillet 2023 - Label : Capitol Music France, Universal - Format : CD, vinyle, téléchargement digital         | 3                  | 48                 | —                  | —                  | 4 977  | —                   |

### Singles
| Titre          | Année | Meilleure position | Meilleure position | Album       |
| Titre          | Année | FRA                | WAL                | Album       |
| -------------- | ----- | ------------------ | ------------------ | ----------- |
| Venus          | 2014  | 19                 | 44 (Tip)           | Ateyaba     |
| Vision         | 2017  | 113                | –                  | Ultraviolet |
| Playa Part. II | 2017  | 125                | –                  | Ultraviolet |
| Rock With You  | 2018  | 169                | –                  | Ultraviolet |

### Singles en collaboration
| Titre                                         | Année | Meilleure position | Meilleure position | Album       |
| Titre                                         | Année | FRA                | WAL                | Album       |
| --------------------------------------------- | ----- | ------------------ | ------------------ | ----------- |
| Le coup du patron (Dosseh feat. Gradur, Joke) | 2014  | 10                 | 35 (Tip)           | Perestroïka |
| Miley ft. Dosseh)                             | 2014  | 23                 | ---                | Ateyaba     |

### Autres chansons classées
| Titre                          | Année | Meilleure position | Meilleure position | Album   |
| Titre                          | Année | FRA                | WAL                | Album   |
| ------------------------------ | ----- | ------------------ | ------------------ | ------- |
| Majeur en l'air                | 2014  | 22                 | 46 (Tip)           | Ateyaba |
| Miley (ft. Dosseh)             | 2014  | 23                 | –                  | Ateyaba |
| Sphinx (ft. Rim'K, Seth Gueko) | 2014  | 24                 | –                  | Ateyaba |
| Black Card (ft. Pusha T)       | 2014  | 170                | –                  | Ateyaba |
| On est sur les nerfs           | 2014  | 142                | –                  | Ateyaba |
| Amistad                        | 2014  | 192                | –                  | Ateyaba |
| Caramelo                       | 2017  | 155                | –                  | –       |
| Mendeleïev                     | 2017  | 158                | –                  | –       |

### Collaborations
- 2009 : Teki Latex feat. Ateyaba- Joke et Teki (sur l'album Mes pelures sont plus belles que vos fruits)
- 2010 : Debrouya feat. Ateyaba - Trop de S.W.A.G.G
- 2011 : Set&Match feat. Alpha Wann & Ateyaba - Jeune Freestyle (sur l'EP SetAutomne)
- 2014 : Dosseh feat. Ateyaba & Gradur - Le coup du patron (sur la mixtape Perestroïka)
- 2015 : Bon Gamin feat. Ateyaba- Louper
- 2015 : Worms-T feat. Ateyaba - Hall (sur la mixtape L.R.L.V)
- 2015 : J $tash feat. Ateyaba - All of My Niggas - Remix
- 2015 : Juicy P feat. Ateyaba - Comme ça (sur la compilation Bikrav Tour)
- 2015 : Guè feat. Maruego & Ateyaba- Tu Non Sai (sur l'album Vero)
- 2015 : Seth Gueko feat. Sadek & Ateyaba - Boulette en métal (sur l'album Professeur Punchline)
- 2016 : Hamza feat. Ateyaba - Rari (sur la mixtape Zombie Life)
- 2016 : Dinos feat. Ateyaba - Plaque Diplomatique (sur l'EP Toujours pas Imany mais presque)
- 2017 : Skreally Boy feat. Ateyaba - No Lo<3 (sur l'album Lo<3)
- 2018 : Veerus feat. Ateyaba - Skur (sur l'album Iceberg Slim)
- 2018 : Dinos feat. Ateyaba - Beuh et liqueurs (sur l'album Imany)
- 2018 : Ikaz Boi feat. Ateyaba & 13 Block - Ganja (sur l'album Brutal)
- 2018 : Ikaz Boi feat. Ateyaba - Pyramid Tokyo (sur l'album Brutal)
- 2018 : Myth Syzer feat. Ateyaba & Lino - Cross (sur l'album Bisous mortels)
- 2020 : HIM$ feat. Ateyaba - On My Mind - Remix (sur l'album RIDE OR DIE, Vol. 1)
- 2022 : FREAKEY! feat. Ateyaba - HiGHER (sur l'album 3050 DEGREEZ : Condamné à l’excellence)
- 2023 : Zola feat. Ateyaba - Finish Him (sur l'album Diamant du Bled)
- 2023 : Richie Beats feat. Ateyaba - FLY2LA (sur l'album Oh My God Vol.1)
- 2023 : Richie Beats feat. Ateyaba - Tagada (sur l'album Oh My God Vol.1)

### Autres Apparitions
- 2010 : Party Boyz - Ha Ha Bitch (Manare & Marvy Da Pimp Remix Ft  Spank Rock & Joke)
- 2011 : Joke - Untitled
- 2011 : Joke - No Time Ft Bip's
- 2011 : Joke - Ce soir Ft Craiz Ft Cuizinier
- 2011 : Joke - Ex Y Tente Ft Djak.T Ft Nel J
- 2011 : Joke ft Da Krew - Dance Or Die
- 2011 : Bip's Ft Joke - I'm Not A Human Being Freestyle
- 2011 : Joke - Freestyle Can I Kick It 2
- 2011 : Joke Ft Titan - Tire Sur Nous (prod by Stansawax)
- 2012 : Alpha Wann, Deen Burbigo, Dixon, Joke, Nakk Mendosa, Zekwé Ramos - La galette (sur le projet We Made It de Golden Eye Music)
- 2012 : Titan feat. Joke - On débarque (sur l'EP Claude Monnaie)
- 2012 : Joke - A4 Remix
- 2012 : Joke - Freestyle Booska Kyoto
- 2012 : Joke - Raise It Up
- 2012 : Loveni & Myth Syzer - La Gagne Ft Joke
- 2012 : S2KEYZ feat Pink & Joke - Nostalgique
- 2012 : Bip's - Deux Meufs Ft Joke & Titan
- 2013 : Bip's feat. Joke - MCMLXXXIX
- 2013 : Bip's Ft Joke - Pinky X 3 (XXX)prod by frencizzle
- 2013 : Illtoo feat. Joke - Kairaland
- 2013 : Joke - Sac à dos Ft Ekyone
- 2014 : Joke - Playa
- 2014 : Joke Feat Bip's & Titan - LMGMTP
- 2015 : Joke Freestyle New Shit
- 2016 : Elinass feat. Joke - Dorée
- 2016 : Joke - 24kt (Leak)
- 2016 : Joke - Oh My God (Leak)
- 2016:  Joke - Omega (Leak)
- 2016 : Joke - Finesse (prod by CashMoneyAP)
- 2016 : Joke -Trap Phone (prod by Leknifrug)
- 2016 : Joke feat. Titan - Caprice
- 2016 : Joke - Cokein prod by Leknifrug & Ikaz boi
- 2016 : Joke - Cokein prod by Leknifrug & Ikaz boi (Myth Syzer Banger Edit)
- 2017 : Joke - Faubourg Saint - Honoré
- 2017 : Joke - Rose Noire (prod. by High Klassified)
- 2018 : Flaco feat. Joke - Stacy Adams (sur l'album Carte fin d'jeu)
- 2018 - Ateyaba - Milan - Spirit Radio Volume 2 (sur la mixtape Spirit Of Ecstasy de Leknifrug)
- 2018 : Ateyaba - Tension - Spirit Radio Volume 3 (sur la mixtape Spirit Of Ecstasy de Leknifrug)
- 2018 : Ateyaba - Crazy Girls (prod by Freakey!) - Spirit Radio Volume 4
- 2018 : Ateyaba - Negresco (prod by Lord Quan)
- 2018 : Ateyaba - Neo (911) (prod by Notinbed)
- 2019 : Aaliyah - Age Aint Nothing But A Number (Ateyaba Remix)
- 2019 : Ateyaba- metacultivation
- 2019 : Ateyaba - Bernard Buffet - Spirit Radio Volume 5 (sur la mixtape Spirit of Ecstasy de Leknifrug)
- 2019 : Ateyaba - Job
- 2019 : Ateyaba - Bad
- 2019 : Ateyaba - MMM (Money Makin Mitch)
- 2020 : Ateyaba - Orlando (Spirit Radio Volume 8) (sur la mixtape Spirit Of Ectsasy de Leknifrug)
- 2020 : Ateyaba - Flex (Prod by Freakey!)
- 2020 : Ateyaba - More Blessing (Spirit Radio Volume 9) (sur la mixtape Spirit Of Ectsasy de Leknifrug)
- 2020 : Leknifrug & Ateyaba - WoW wOw
- 2020 : Ateyaba - Moonwalk (Prod. By Freakey!)
- 2021 : Ateyaba - Solitaires feat. SahBabii
- 2022 : Ateyaba - Finesse
- 2022 : Ateyaba - Tassaba
- 2023 : Ateyaba - ALC
- 2023 : Ateyaba - 777 (prod by Kloudbwwoy & Mangojefe) (Leak)
- 2023 : Ateyaba - MoneyBitches (prod by Ikaz Boy) (Leak)
- 2023 : Ateyaba - DUSSE3050 (prod by FREAKEY!) (Bonus)
- 2023 : Ateyaba - Tony Yayo (Ateyaba Archive)
- 2023 : Ateyaba - Smile (Ateyaba Archive)
- 2024 : Ateyaba - 24 Carats freestyle (Ateyaba Archive)
- 2024 : Ateyaba - Remy Martin (Ateyaba Archive)
- 2024 : Ateyaba - Amsterdam Freestyle (Cookies III) (Ateyaba Archive)
- 2024 : Ateyaba - Stunt (Ateyaba Archive)